# Шекс ан Рец
Шекс ан Рец (фр. Cheix-en-Retz) насеље је и општина у западној Француској у региону Лоара, у департману Атлантска Лоара која припада префектури Нант.
По подацима из 2011. године у општини је живело 878 становника, а густина насељености је износила 105,28 становника/km². Општина се простире на површини од 8,34 km². Налази се на средњој надморској висини од 25 метара (максималној 27 m, а минималној 0 m).

## Демографија
| 1962. | 1968. | 1975. | 1982. | 1990. | 1999. | 2011. |
| ----- | ----- | ----- | ----- | ----- | ----- | ----- |
| 301   | 308   | 326   | 367   | 442   | 529   | 878   |

График промене броја становника у току последњих година